# 法瓦宫 (博洛尼亚)

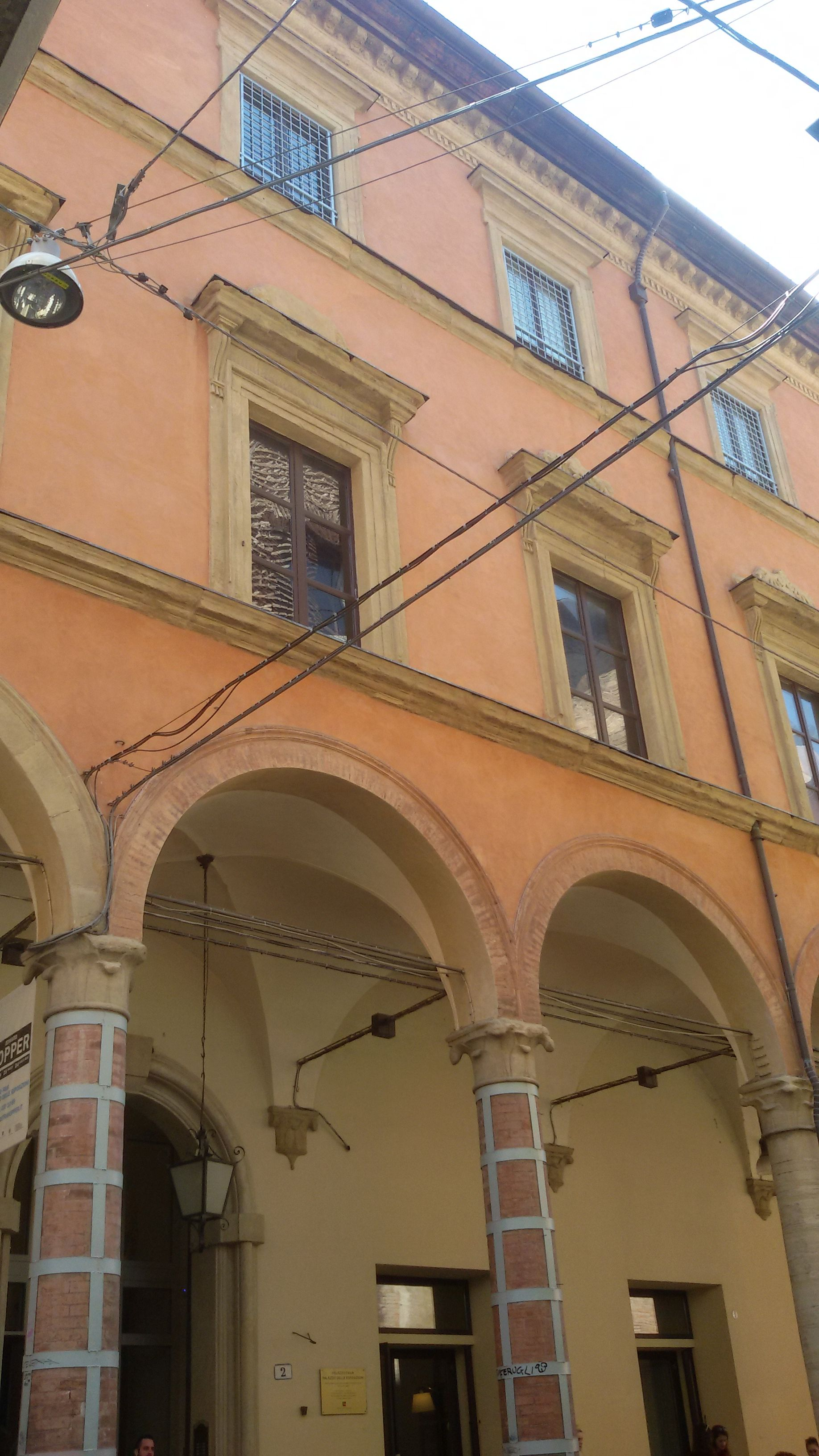
Its facade

法瓦宫（Palazzo Fava）是意大利博洛尼亚的一座历史悠久的宫殿，位于曼佐尼街（via Manzoni）2号，现在这里设有艺术展览和卡拉齐·法瓦文学咖啡馆（Caffè Letterario Carracci Fava）。最引人注目的是拥有卢多维科·卡拉齐、阿戈斯蒂诺·卡拉齐和安尼巴莱·卡拉奇壁画的三个房间，描绘伊阿宋、美狄亚、欧罗巴和埃涅阿斯的生活场景, 1584年，阿戈斯蒂诺和安尼巴莱的父亲，裁缝安东尼奥，将他们介绍给房主菲利波·法瓦，得到了委托。

## 历史
在1546年法瓦家族收购时，这座宫殿已经很老了。目前的建筑建于文艺复兴时期，菲利波·法瓦在与日内瓦·奥西的婚姻中，获得了大量的嫁妆。

## 展览
该建筑经修复后，于2011年1月28日开幕，举行了首届展览“法瓦宫，展览之宫”（Palazzo Fava. Palazzo delle Esposizioni），展出了来自博洛尼亚储蓄银行基金会收藏的作品，跨越几个楼层。它构成了更广泛的“揭开博洛尼亚”（Bologna si rivela）活动的一部分，由艺术评论家菲利普·达维里奥策划。。
- 底层：博洛尼亚储蓄银行基金会的现代和当代藏品
- 贵族楼层：博洛尼亚储蓄银行基金会的早期绘画大师
- 画廊楼层：博洛尼亚昨天和今天 - 一个城市如何变化
- 图书馆：当中国遥远时：1904-1947年[2]

它有2600平方米的展览空间，是由博洛尼亚储蓄银行基金会主席比奥·罗弗西·摩纳哥创建的“博洛尼亚，城市博物馆”（Genus Bononiae. Musei nella Città）的一部分。